# Vlaamse Beweging
De Vlaamse Beweging is een stroming van personen en verenigingen die zich richten op de taalkundige, culturele, economische en politieke emancipatie van Vlaanderen en de Vlamingen. De huidige Vlaamse Beweging streeft naar meer bestuurlijke autonomie en/of Vlaamse onafhankelijkheid.

## Algemeen
Vlaanderen kent verschillende Vlaamsgezinde verenigingen en organisaties. Het zijn bijna uitsluitend de Vlaamse politieke partijen met een duidelijk uitgesproken Vlaamsgezindheid of Vlaams-nationalisme die het debat rond confederalisme en Vlaamse onafhankelijkheid weten te voeren. Bij de andere politieke formaties in Vlaanderen en in Nederlandstalig Brussel wordt er uitgegaan van een Vlaamse identiteit als onderdeel van een gelaagde identiteit in een federaal land.
De Vlaamse Christendemocraten (CD&V) zijn voorzichtig voor confederalisme, waarbij twee of drie deelstaten binnen België een verregaande autonomie verkrijgen, maar hangen eerder het bestaande federale model aan. De Nieuw-Vlaamse Alliantie (N-VA) heeft de Vlaamse onafhankelijkheid in haar beginselverklaring staan, maar heeft gaandeweg de nadruk gelegd op confederalisme.  Lijst Dedecker (LDD) is uitgesproken voor het confederalisme, maar sluit Vlaamse onafhankelijkheid niet uit. Het Vlaams Belang (VB) is de enige partij die uitgesproken kiest voor Vlaamse onafhankelijkheid. In 2021 werd de nieuwe Vlaamsgezinde partij Vista opgericht. De Vlaams-nationale partijen komen volgens verschillende peilingen steeds dichter bij een absolute meerderheid in het Vlaams parlement. De Vlaamse Beweging ijvert voor het principe van “het Europa der Volkeren” als toekomstbeeld voor Europa. Men meent dat de nationale en federale structuren als tussenniveau binnen Europa zijn.

## Motivering
Er zijn verschillende motieven voor Vlaamse onafhankelijkheid of confederalisme, algemeen genomen gaat het over drie voorname onderwerpen:

### Democratie
Mits dat Vlaanderen zich wist te ontpoppen als volwaardige deelstaat verweert de Vlaamse Beweging zich tegen de vermeend ondemocratische wijze waarop België zou functioneren. Vlaanderen koos afgelopen decennia overwegend voor centrumrechtse partijen, waarbij Wallonië overwegend koos voor centrumlinkse partijen. Vanuit de verschillende Vlaamse en Waalse democratieën tracht men een politieke optelsom te maken om via die weg een federale regering te vormen. De moeizame regeringsonderhandelingen van 2010 tot 2011 zorgde ervoor dat België bijna 1,5 jaar (541 dagen) geen zittende regering had. De regering-Michel I viel op 9 december 2018 waarbij pas na de verkiezingen in mei 2019 en uiteindelijk op 1 oktober 2020 de regering-De Croo werd gevormd, dit zonder Vlaamse meerderheid. Hierbij mocht de zevende partij van het land de premier leveren en werden de twee grootste Vlaamse partijen buitenspel gezet, dit was echter nooit gezien. Ook het aantal voorkeurstemmen die een federaal Kamerlid nodig heeft om verkozen te geraken is verschillend in Vlaanderen en Wallonië. Zo moet een Vlaams Kamerlid meer voorkeurstemmen behalen om een zetel te bekomen, iets wat volgens de Vlaamse beweging niet democratisch is.

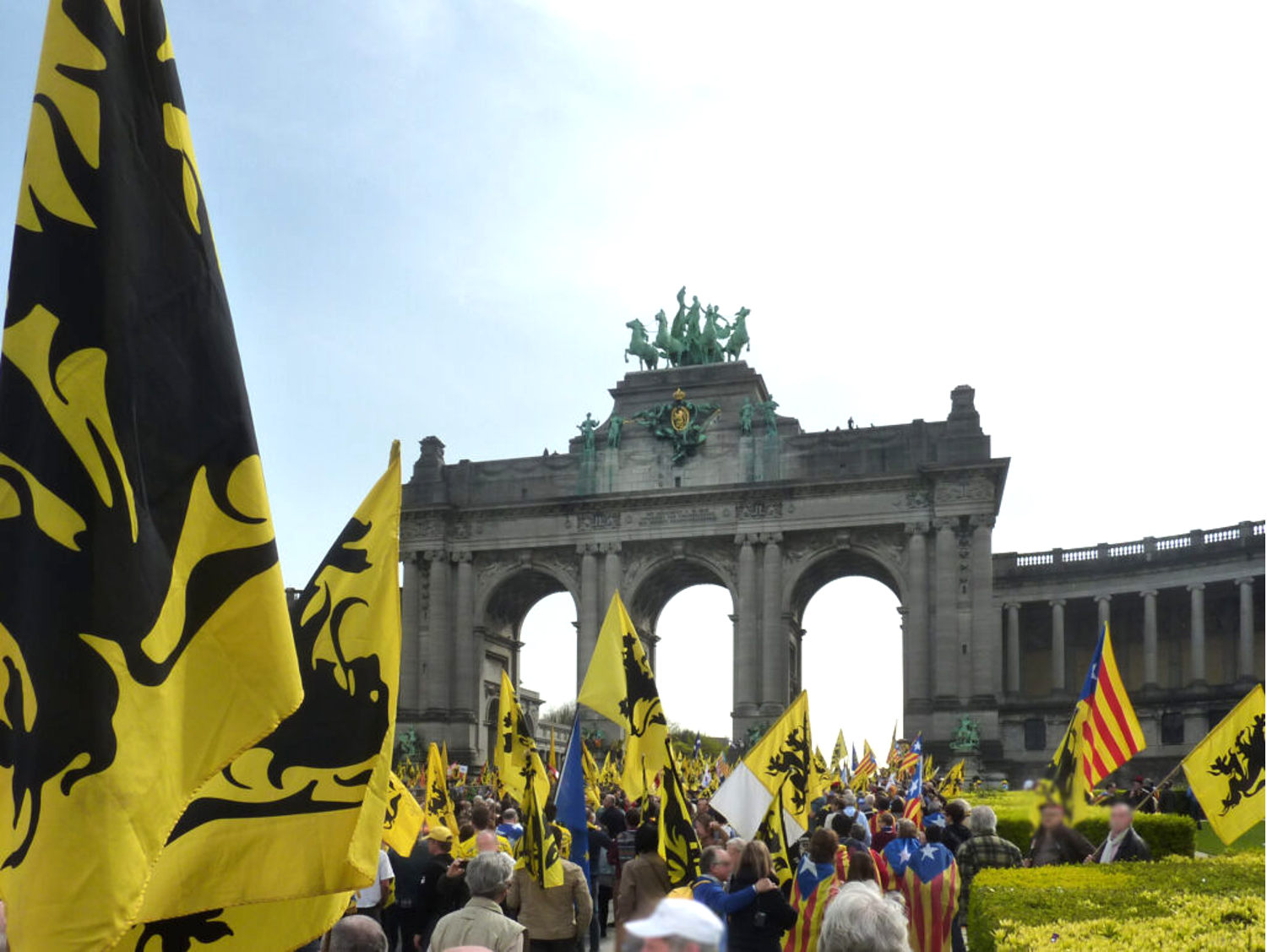
De Vlaamse beweging in protest te Brussel.

### Solidariteit
Sinds het ontstaan van België bestaat er een geldstroom vanuit Vlaanderen naar Wallonië of de zogenoemde transfers. De Gentse hoogleraar Juul Hannes heeft deze transfers historisch in kaart gebracht. Voor de jongste decennia werden in dat verband tientallen studies verricht. Recent brengt ook de Vlaamse regering deze transfers systematisch in kaart. Volgens de meest recente studie uit 2024 bedroegen deze transfers in 2023 6,9 miljard euro (in kettingprijzen) of 8,5 miljard (in lopende prijzen), wat neerkomt op tussen 1011 en 1.246 euro per Vlaming per jaar, of tussen 4.044 euro en 4.984 euro per jaar voor een gezin van vier. De Vlaamse beweging is echter niet akkoord met de transfers omdat ze niet in verhouding staan met de politieke vrijheid en onderlinge solidariteit en Vlaanderen het geld zelf kan gebruiken om eigen noden te lenigen. De Vlaamse beweging verwijst naar de hoge belastingsgraad van België, de zware financiële kosten voor de vele parlementen en parlementsleden.

### Taalgrens
Ondanks dat de taalstrijd zich voor een groot deel in het verleden heeft afgespeeld, blijft de Vlaamse beweging strijden voor de toepassing van de taalwetgeving in het Brussels Hoofdstedelijk Gewest. Verder ijvert zij in dat verband ook voor de volledige afschaffing van de bestaande taalfaciliteiten voor Franstaligen in de Vlaamse rand rond Brussel. Volgens de Vlaamse beweging werken deze taalfaciliteiten immers de verfransing van de Vlaamse rand rond Brussel in de hand om zo een aantal Vlaamse gemeenten bij Brussel te kunnen aanhechten, waar men overwegend Franstalig is. De Vlaamse beweging houdt ook nauwlettend de taalwetgeving bij lokale besturen in het oog, dit om ervoor te zorgen dat de eentaligheid van het Nederlandse taalgebied wordt geëerbiedigd.

## Geschiedenis

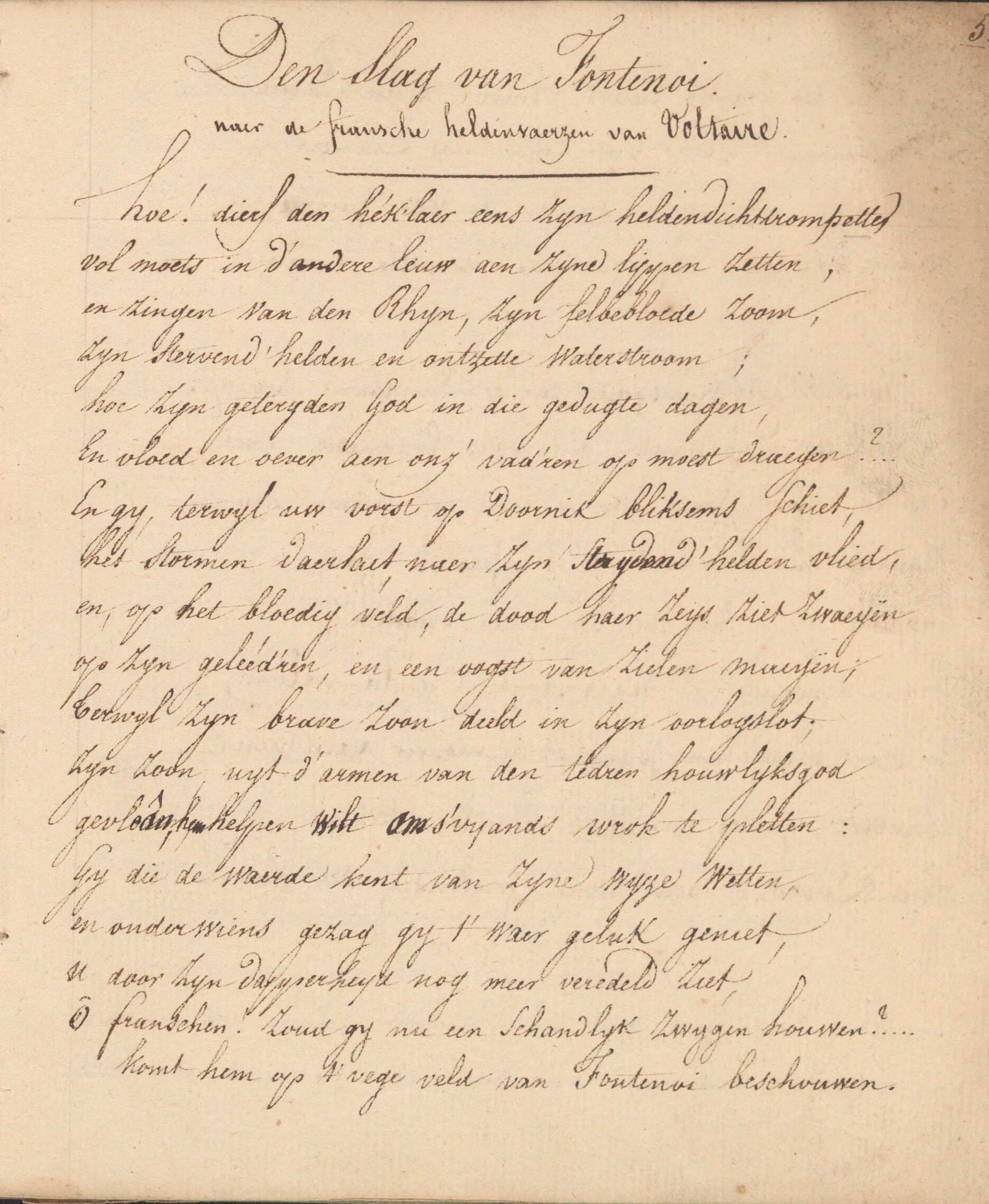
Fragment uit het manuscript Poëtische Werken, 1807-1815 van Jan Frans Willems met vele politiek getinte gedichten.

### Historische context
Sinds de onafhankelijkheid van België in 1830 werd het Frans ingevoerd als officiële landstaal. Dit omdat de heersende klasse in zowel Vlaanderen als Wallonië Franstalig was. Het nieuwe regime stond vijandig tegenover Nederland en tegenover de Nederlandse taal. Dat leidde tot de verfransing van het openbare leven, ook in de Vlaamse provincies, waar de bevolking Nederlandstalig was. Het bestuur, het secundair en hoger onderwijs, het gerecht, het parlement, het leger en de kerkleiding waren aanvankelijk allemaal Franstalig. Wie iets wilde betekenen moest overschakelen naar het Frans, het spreken van het Frans werd doorgaans ook opgedrongen. In tegenstelling tot Frankrijk waar het Frans officieel de taal van de Republiek was, kende België een grondwettelijke taalvrijheid. Enerzijds werd dat uitgelegd als de vrijheid om Frans te spreken (en geen Nederlands te verstaan) en de handelingen van het openbaar gezag uitsluitend in het Frans te laten verlopen, anderzijds betekende dat dat het Nederlands in het lager onderwijs, de lokale besturen, de lagere rechtbanken en in publicaties doorgaans wel werd getolereerd.

### Het ontstaan van de Vlaamse Beweging
De eerste reactie op deze verfransing kwam vanuit artistieke en intellectuele milieus, meer bepaald van wetenschappers, schrijvers en dichters zoals Jan Frans Willems, Conscience, Rodenbach en Gezelle. Daarna deinde de beweging uit tot al de andere artistieke disciplines. Het werd een algemeen cultuurflamingantisme. Als kunstenaars en intellectuelen behoorden zij doorgaans zelf tot de kleine burgerij.
Vanaf 1870 kreeg de Vlaamse Beweging een bredere, volkse basis. Zij werd meer en meer een politieke beweging met eisen als de vernederlandsing van het bestuur, gerecht, onderwijs en het openbaar leven in de Vlaamssprekende provincies. De Vlaamse studentenbeweging was de drijvende kracht achter deze evolutie. Naast invloedrijke figuren als Jan Frans Willems en August Vermeylen, die hun politieke overtuigingen vaak overbrachten via literatuur en poëzie, trad er een hoofdzakelijk katholieke intelligentsia naar voren met personen als Hugo Verriest, Frans Van Cauwelaert, maar er waren ook liberalen zoals een Julius Vuylsteke.
In die tijd was het al lang gebruikelijk het in België gesproken Nederlands als Vlaams te bestempelen; evenwel werden met Vlaanderen en Vlaming nog vaak enkel de provincies West en Oost-Vlaanderen en hun inwoners bedoeld. In het Brabants werd over de Vlaanders en Vlaanderaars gesproken. De verruiming van deze begrippen tot heel Nederlandstalig België is feitelijk een door het Frans beïnvloed Belgisch fenomeen.

### Eerste Wereldoorlog
De Eerste Wereldoorlog weet de Vlaamse Beweging te verdelen in verschillende stromingen. Hierbij was er sprake van de passivisten, die zolang de oorlog duurde de Vlaamse eisen in de koelkast staken en iedere samenwerking met de Duitsers afwezen en de activisten, die in de oorlogsomstandigheden wel verder bleven ijveren voor de Vlaamse emancipatie en daardoor ook de hulp van de bezetter niet afwezen. Daarnaast ontstond er ook wrevel aan het front. Aangezien de Belgische legerleiding eenzijdig Franstalig was, zorgde dit voor ernstige moeilijkheden op het slagveld, dit omdat Vlaamse soldaten doorgaans geen of weinig Frans spraken. Hieruit ontstond de Frontbeweging, die zich verzette tegen de taaldiscriminatie van de Vlamingen in het leger en ook  politieke  eisen stelde in federalistische zin. Vlaamse soldaten toonden hun ongenoegen onder meer door grafstenen met de letters AVV-VVK (Alles voor Vlaanderen-Vlaanderen voor Kristus) bij de graven van honderden gesneuvelde Vlaamse soldaten te plaatsen in plaats van de Franstalige grafstenen die België voor hen voorzag. Een aantal soldaten werden omwille van hun Vlaamsgezindheid echter gestraft met onder andere dwangarbeid.

### Tweede Wereldoorlog
Tijdens het interbellum organiseerde het Vlaams-nationalisme zich op politiek vlak via de Frontpartij en vanaf 1933 in het Vlaamsch-Nationaal Verbond. Maar ook ook in de Vlaamse vleugel van de katholieke partij is er een sterke stroming aanwezig die ijvert voor de eentaligheid van Vlaanderen. In 1921 ontstaat het territorialiteitsbeginsel waarbij de spreektaal ook de bestuurstaal zou worden. Ook op het vlak van het taalgebruik in het gerecht, het leger en het onderwijs werd vooruitgang geboekt. Zo werd de Universiteit Gent in 1923 tweetalig en in 1930 eentalig Nederlands.
Ook de Tweede Wereldoorlog zou de Vlaamse Beweging verdelen. Enerzijds waren er tal van Vlamingen die de Duitse bezetting ondergingen en zelfs in het verzet traden tegen de bezetter. Anderzijds was er een aanzienlijk deel van de Vlaamse Beweging die eerst via het VNV (Vlaams Nationaal Verbond) en later via het Vlaams Legioen zouden collaboreren met de nazi’s in een verdere poging om Vlaanderen verder te emanciperen. Dit mislukte. Tijdens deze zwarte periode werden vele Vlamingen door Vlamingen gedeporteerd naar concentratiekampen. De repressie na de oorlog leidde dan ook tot zeer harde bestraffingen: meer dan 400.000 dossiers, 53..500 veroordeelden en 242 executies. De Vlaamse Beweging kwam hierdoor  organisatorisch erg verzwakt uit de oorlog. Toch werd in mei 1949 de Vlaamse Concentratie opgericht, de eerste naoorlogse Vlaamsgezinde partij.

### Democratische groei van Vlaanderen

De taalgrens zoals deze werd vastgelegd in 1962.

Het opblazen van de IJzertoren in 1946 gaf de Vlaamsgezinde opinie een eerste impuls. Een tweede was de Koningskwestie, waarbij de tegenstelling tussen Vlamingen en Walen opnieuw sterk naar voren kwam. In de jaren 60 werd de Vlaamse Beweging opnieuw een brede volksbeweging waarvan de Christelijke Vlaamse Volksunie, opgericht in 1954 en later Volksunie genoemd, de partijpolitieke emanatie was. Het verzet tegen de verfransing van Brussel, die door middel van de talentellingen geofficialiseerd werd, leidde tot twee indrukwekkende marsen op Brussel met tienduizenden deelnemers. Hierdoor werd de taalgrens in 1962 definitief vastgelegd, dit was het belangrijkste levenswerk van voormalig Kamerlid Jan Verroken (CVP). In 1968 volgde de strijd voor Leuven Vlaams.

In 1977 werd de Volksunie bij de onderhandelingen rond een tweede staatshervorming betrokken. De onderhandelingen mondden uit in het omstreden Egmontpact, genoemd naar het Egmontpaleis, waar de heimelijke vergaderingen ’s nachts plaatsvonden. Het akkoord stuitte op massaal protest. Met name de rechtse en radicaal anti-Belgische vleugel van de Vlaamse Beweging vond dat er te veel toegevingen aan de Franstaligen waren. Ondanks het protest werd het Egmontpact door de partijraad van de Volksunie met een tweederdemeerderheid goedgekeurd, maar het protest hield aan en de premier, Leo Tindemans, diende hierop onverwachts zijn ontslag in. De regering-Tindemans IV was gevallen en het pact werd nooit tot uitvoering gebracht. Het kwam uiteindelijk tot een breuk binnen de Volksunie, die leidde tot het ontstaan van het Vlaams Blok in 1978. Bij de derde staatshervorming in 1988 kwam de definitieve doorbraak van het federalisme in België. 

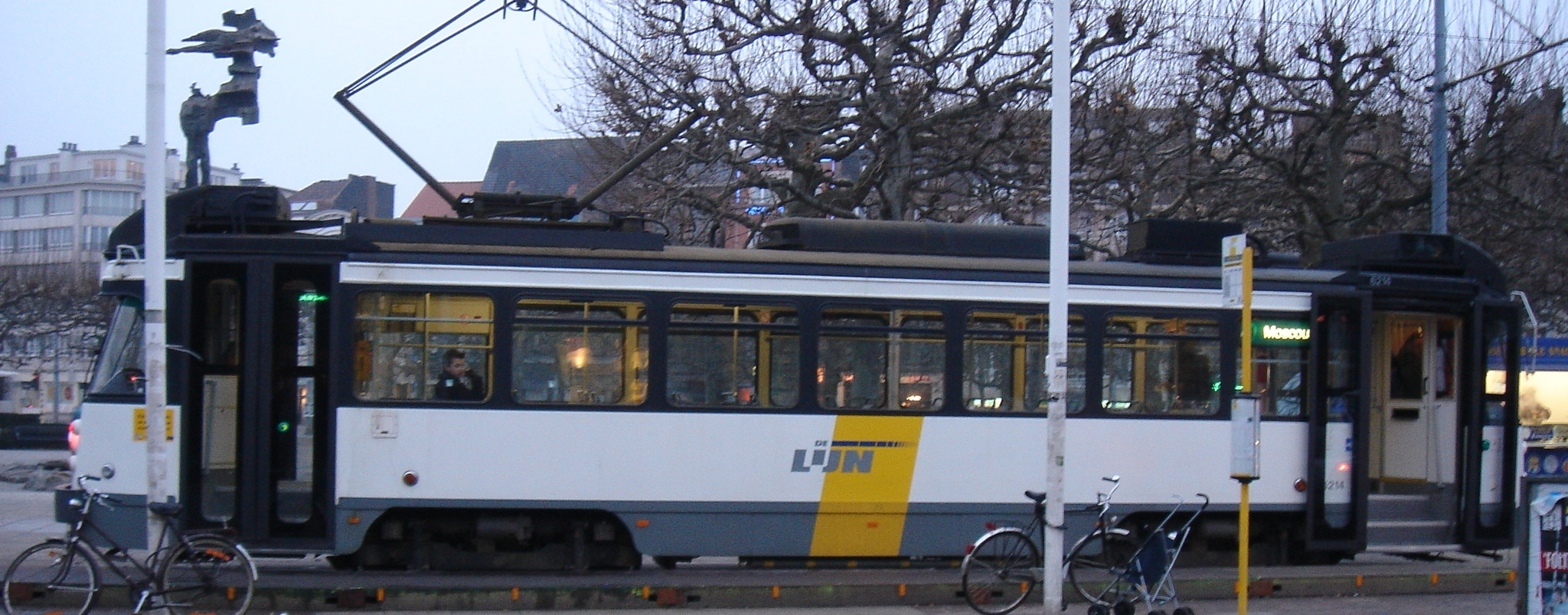
Een tram van de Vlaamse vervoersmaatschappij De Lijn.

Sinds het ontstaan van het Eurovisiesongfestival in 1956 besloten de Vlamingen en Walen hun deelnames op te splitsen en nemen hierdoor jaarlijks afwisselend deel aan het Eurovisiesongfestival. In 1991 splitste de toenmalige Nationale Maatschappij van Buurtspoorwegen (NMVB) in een Vlaams en een Waals deel, waaruit later de Vlaamse vervoersmaatschappij De Lijn zou voortkomen. Met het Sint-Michielsakkoord in 1993 werd België formeel een federale staat en kreeg Vlaanderen in 1995 haar eigen volwaardig Vlaams parlement en regering. Hierdoor kon ze voor het eerst eigen bevoegdheden zelfstandig uitoefenen zoals cultuur en onderwijs. In 1998 ontstond de Vlaamse Radio- en Televisieomroeporganisatie of VRT als volwaardige Vlaamse openbare omroep.
In 1996 gingen voor het eerst academici van start met een Vlaamse grondwet, een belangrijke doelstelling voor de Vlaamse beweging om meer autonomie te kunnen geven aan Vlaanderen. Men beoogde een grondwet die op gelijke voet zou staan met de Belgische Grondwet.

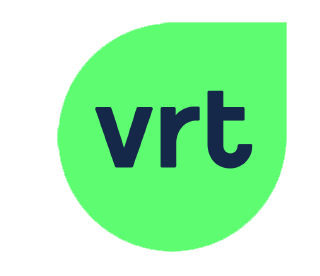
Het logo van de VRT.

In 1999 werden door het Vlaams parlement 5 resoluties goedgekeurd die een verregaande autonomie beoogden. Deze resoluties werden onder leiding van regering-Van den Brande IV voorbereid in de commissie voor Staatshervorming. Deze resoluties betroffen meer financiële en fiscale autonomie van Vlaanderen en meer coherente bevoegdheidspakketten, en dus een verdere splitsing van het land. Enkele van deze eisen werden tijdens de zesde staatshervorming (2011-2012) gerealiseerd, maar sindsdien is er geen vooruitgang meer geboekt in de verdere emancipatie van Vlaanderen.
Bij de vorming van de Vlaamse regering Jambon werden enkele belangrijke trofeeën voor de Vlaamsgezinde achterban van de N-VA binnengehaald. Zo kondigde men aan dat er een Vlaamse canon zou ontwikkeld worden en dat men definitief uit het interfederale Unia zou stappen en een eigen Vlaams mensenrechteninstituut zou oprichten. Tijdens deze legislatuur zouden enkele 'quick wins' gestemd worden in het Vlaams Parlement om de Vlaamse bevoegdheden maximaal uit te oefenen. Doorheen 2022 probeerde Jambon een doorbraak te forceren richting een betaalde Vlaamse feestdag die eerder tijdens de federale regeringsonderhandelingen van regering De Croo werd afgesproken.

## Symboliek

De officiële vlag van Vlaanderen.

De Vlaamse strijdvlag, symbool van de Vlaamse Beweging.

De Vlaamse beweging manifesteert zich op hun nationale, Vlaamse feestdag op 11 juli. De Vlaamse Beweging hanteert de Vlaamse Leeuw als symbool, zowel de officiële Vlaamse Leeuw als de Vlaamse strijdvlag. Men beschouwt ook de Vlaamse Leeuw als hun nationaal volkslied.
Daarnaast is de Vlaamse beweging ook prominent aanwezig bij de Ronde van Vlaanderen en het Vlaams Nationaal Zangfeest.
Nog andere belangrijke onderdelen en gebeurtenissen van de symboliek voor de Vlaamse beweging:
- Strijdkreet: Scilt ende Vrient (Schild en Vriend): in de aanloop naar de Guldensporenslag gingen de Vlamingen tijdens de Brugse Metten de Fransen te lijf;
- IJzertoren een Vlaams vredesmonument in Diksmuide;
- IJzerbedevaart een jaarlijkse bedevaart ter nagedachtenis van de gesneuvelde Vlaamse soldaten uit de Eerste Wereldoorlog;
- Mei 68 als protest van de studenten in Leuven tegen de Franstalige invloed in de Vlaamse universiteit;
- Hendrik Conscience als auteur van de Leeuw van Vlaanderen;
- In Flanders Fields een gedicht van John McCrae over de Eerste Wereldoorlog;
- 'Hoezee!' of 'houzee!' een vreugdekreet dat Albrecht Rodenbach schreef in zijn gedicht 'De Blauwvoet', later op muziek gezet door Emiel Hullebroeck;

## Vlaamsgezinde verenigingen en organisaties
- Nieuw-Vlaamse Alliantie (N-VA)
- Lijst Dedecker (LDD)
- Vlaamse Christendemocraten (CD&V)
- Vlaams Belang (VB)
- Vlaamse Volksbeweging (VVB)
- Doorbraak
- Vlaams & Neutraal Ziekenfonds (VNZ)
- Vlaams Nationaal Jeugdverbond (VNJ)
- Het Vlaamse Kruis
- Taal Aktie Komitee (TAK)
- Davidsfonds
- Marnixring
- Voorpost
- Vlaamse Vredesvereniging (VOS)
- Verbond der Vlaamse Academici (VVA)
- Rodenbachfonds
- Schild & Vrienden
- Orde van de Vlaamse Leeuw
- Katholiek Vlaams Hoogstudentenverbond (KVHV)
- Nationalistische Studentenvereniging (NSV!)